# Al-Sadd Sports Club (pallacanestro)
L'Al-Sadd Sports Club (فريق السد لكرة السلة in lingua araba), è una società professionistica di basket con sede nella città di Doha, capitale del Qatar. La squadra prende parte alla massima competizione nazionale la Qatari Basketball League.
Noto localmente con il soprannome di al-Zaim ("il Capo"), il club è attivo nel calcio, nella pallamano, nella pallacanestro, nella pallavolo, nel tennistavolo, nel calcio a 5 e nell'atletica. È la polisportiva più titolata del Qatar, con 53 campionati vinti se si comprendono tutti gli sport
I colori sociali della squadra sono il Bianco ed il Nero; le partite casalinghe vengono giocate presso la Jassim bin Hamad Indoor Hall, una struttura che può ospitare fino a 4.000 spettatori.

## Storia
Dietro la nascita dell'Al-Sadd Sports Club, vi è l'iniziativa dei membri della famiglia Al-Attiyah,che eccellevano nel calcio ma non desideravano unirsi a nessuna delle squadre di calcio esistenti. Dopo aver consultato il ministro della Gioventù e dello Sport, la famiglia Al-Attiyah decise quindi di creare una propria squadra, chiamata Al-Sadd dal nome del quartiere di Doha in cui viveva la famiglia, il 21 ottobre 1969. Anche se la società era inizialmente limitata al solo gioco del calcio, negli anni settanta iniziarono ad essere aperte anche le altre sezioni sportive, tra cui quella di pallacanestro.
Dopo aver vinto alcune edizioni del campionato precursore della Qatari Basketball League negli anni settanta prende parte stabilmente alla Qatari Basketball League fin dalla sua stagione iniziale, senza però riuscire mai ad imporsi stabilmente nelle parti alte della classifica; l'Al-Sadd però vinse per ben sei volte Emir of Qatar Cup Basketball tra gli anni ottanta e gli anni novanta (1980, 1981, 1989, 1991, 1996, 1999), riuscendo così ad arricchire la sua bacheca con i primi trofei nazionali.
Nella stagione 2012-2013, l'Al-Sadd guidato in panchina dal tecnico serbo Dejan Tomic e trascinata sul campo dai due statunitensi Michael Southall e Chris De La Rosa, terminarono la stagione regolare della Qatari Basketball League al primo posto, con lo stesso record, di 13 vittorie e 3 sconfitte, dell' Al-Rayyan Doha, ottenendo l'accesso per i play-off come prima testa di serie; dopo aver superato in entrambe le sfide della semifinale l'Al-Arabi Doha, l'Al-Sadd si ritrovò nella finale nuovamente contro l'Al-Rayyan Doha, su cui riuscì ad imporsi nella gara secca per il titolo nazionale, con il risultato di 69-64, conquistando per la prima volta in 32 partecipazioni la vittoria della Qatari Basketball League.
L'annata 2020-2021 ha visto l'Al-Sadd concludere al quarto posto la classifica generale della Qatari Basketball League, ottenendo l'ultimo spot disponibile per l'accesso ai play-off. Nella sfida delle semifinali il club ribaltò il pronostico imponendosi per 2-0 nella serie contro l'Al-Wakra SC, che aveva concluso al primo posto la regular season, qualificandosi per la serie delle finali. Per poter sollevare nuovamente il titolo l'Al-Sadd doveva superare, nella sfida al meglio delle tre partite, i campioni in carica dell' Al-Gharafa; dopo essersi imposto nella prima sfida per 82-62, in gara due l'Al-Gharafa ottenne la vittoria con il risultato di 83-77 portando la sfida alla decisiva gara tre, dove però l'Al-Sadd si impose, trascinata dal montenegrino Alen Hadzibegovic e da Babacar Dieng, con il risultato di 83-64. Grazie a questa vittoria l'Al-Sadd venne proclamato per la seconda volta nella sua storia campione della Qatari Basketball League, ottenendo nella stessa stagione anche la vittoria della Emir of Qatar Cup Basketball completando così un double di trofei nazionali nella stagione.
L'Al-Sadd oltre ai vari successi ottenuti in Qatar può vantare nella sua bacheca anche la presenza di alcuni trofei internazionali grazie alle due vittorie, arrivate consecutivamente nell'edizione 2013 e 2014, della Gulf Basketball Clubs Championship, competizione riservata ai club delle nazioni del Golfo Persico.

## Palmarès

### Titoli Nazionali
- Qatari Basketball League

Campione (2):  2012-2013, 2021-2022
- Emir of Qatar Cup Basketball

Campione (10): 1980, 1981, 1989, 1991, 1996, 1999, 2004, 2012, 2022, 2023
- Qatar Crown Prince Cup Basketball

Campione (1): 2004
- Qatari Basketball Cup

Campione (1): 2023

### Titoli Internazionali
- Gulf Basketball Clubs Championship

Campione (2): 2013, 2014

## Roster attuale
Il roster per la stagione 2024-2025
|    | Naz.                                      | Ruolo | Sportivo         | Anno | Alt. | Peso |  |
| -- | ----------------------------------------- | ----- | ---------------- | ---- | ---- | ---- |  |
| 1  | Stati Uniti (bandiera)                    | AP    | Skyler Flatten   | 1995 | 198  | 95   |  |
| 2  | Stati Uniti (bandiera)                    | AP    | Adonis Thomas    | 1993 | 201  | 105  |  |
| 5  | Qatar (bandiera)                          | AG    | Babacar Dieng    | 1997 | 196  | 89   |  |
| 7  | Qatar (bandiera)                          | G     | Faisal Abuissa   | 1999 | 188  | 80   |  |
| 10 | Qatar (bandiera)                          | G     | Moaz Mussa       | 2008 | 190  | 83   |  |
| 11 | Qatar (bandiera)                          | PG    | Youssef Badr     | 2001 | 179  | 82   |  |
| 12 | Stati Uniti (bandiera)                    | AG    | Grant Dressler   | 1997 | 201  | 95   |  |
| 2O | Qatar (bandiera)                          | G     | Fahad Alojan     | 2006 | 185  | 77   |  |
| 22 | Qatar (bandiera)                          | AP    | Tameem Abuissa   | 2008 | 185  | 80   |  |
| 23 | Serbia (bandiera)                         | C     | Radoslav Peković | 1994 | 216  | 114  |  |
| 30 | Qatar (bandiera)                          | PG    | Pedro Da Cruz    | 2007 |      |      |  |
| 31 | Qatar (bandiera)                          | AP    | Umar Ahmed       | 2007 | 191  | 84   |  |
| 55 | Qatar (bandiera) · Stati Uniti (bandiera) | AG    | Ndoye Seydou     | 1999 | 201  | 100  |  |

### Staff tecnico
| Ruolo           | Nome                      |
| --------------- | ------------------------- |
| Capo Allenatore | Kresimir Basic            |
| Vice Allenatore | Yasser Ahmed Sayed Moursy |

## Allenatori
- Bob Carroll (1987)
- Abdulrahman Baker (1990)[7]
- Mohammed Najjar (1997–1998)
- Samir Nassar (2005–2006)
- John Wojtak (2008–2010)
- Zoran Krečković (2011–2012)
- Dejan Tomic (2012–2013)
- Ricardo Daniel Maffei (2013–2014)
- Zoran Krečković (2014–2018)
- Manos Manouselis (2018–2019)
- Vassilis Bratsiakos (2019-2024)
- Kresimir Basic (2024- in carica)

## Giocatori Famosi
- Youssef Al-Badr
- Abdulaziz Al Bakri
- Daoud Mousa
- Khalid Suliman
- Abdulrahim Abuissa
- Mohammed Awad
- Nasser Al-Rayes
- Zayed Ali Baroud
- Erfan Ali Saeed
- Khalid Abdi
- Naif Al Naimi
- Mohd Yousuf Mohmmed
- Saad Abdulrahman Ali
- Faris Sadikovic
- Ndour Mame Souleye

- Mohammed Yousef
- Johannes Krug
- Miroslav Todić
- Uroš Duvnjak
- Mohameed Elsadi
- Hassan Abdullah
- Mohamed Koné
- Djibril Thiam
- Dieng Bassirou
- Oumar Seck
- Khalifa Diop Babacar
- Fōtīs Lampropoulos
- Kōstas Vasileiadīs
- Zīsīs Sarikopoulos
- Johann Mpondo
- Alen Hadzibegovic
- Milan Vučićević
- Alpha Bangura
- Gracin Bakumanya
- Temi Soyebo
- Patrick Simpson
- Michael Sanders
- Juan'ya Green
- Curtis Haywood
- AJ West
- RJ Glasper
- Dominic James
- Brandon Provost
- Christopher Garnett
- Clint Chapman
- Kavion Pippen
- Jason Dixon
- Julius Coles Jr.
- Devin Green
- Rashad Woods
- Tyrone Anderson
- Vander Blue
- Clint Deas
- Demond Cowins
- Adreian Payne
- Michael Bell
- Michael Southall
- Derrick Tarver
- Waverly Austin
- Mike Moser
- Abdulai Jalloh
- Darrin Dorsey
- Ibekwe Onyekachi
- Kelechi Ajukwa
- Chris De La Rosa
- Yessoufou Bassith